# 三宝寺 (宇城市)
三宝寺（さんぽうじ）は、熊本県宇城市小川町南部田に所在する黄檗宗の寺院である。山号は梵福山。

## 概要
鉄眼一切経（黄檗版大蔵経（鉄眼版））で知られる江戸時代の禅僧・鉄眼道光が、1674年（延宝2年）、守山八幡宮の社僧であった父・佐伯浄信の病に伴い帰省し、父の歿後、生家である居宅を本堂とし三宝寺と名付け創建した。

## 文化財
- 一切経（大蔵経）版木
  - 鉄眼一切経（黄檗版大蔵経（鉄眼版））の版木の殆ど（約6万枚）は、萬福寺塔頭宝蔵院（京都府宇治市）に保存されているが、三宝寺にも1枚保存されている。

## 境内
- 鉄眼禅師木像、ほか

## 寺院近郊
- 守山八幡宮
- 摂取寺

## 交通アクセス
- JR九州鹿児島本線小川駅よりタクシーで7分（3.1km）。
- 松橋産交から九州産交バス宮原経由八代産交ゆきに乗車し「イオンモール宇城」下車、徒歩18分（1.4㎞）
- 九州自動車道宇城氷川スマートインターチェンジより3.6㎞。